# Lobão, Gião, Louredo e Guisande
Lobão, Gião, Louredo e Guisande (oficialmente: União das Freguesias de Lobão, Gião, Louredo e Guisande) é uma freguesia portuguesa do município de Santa Maria da Feira, com 23,58 km² de área e 9647 habitantes (censo de 2021). A sua densidade populacional é 409,1 hab./km².
É uma das poucas freguesias portuguesas territorialmente descontínuas, situação decorrente da descontinuidade territorial que já se verificava na antiga freguesia de Louredo e que não foi resolvida com a reorganização administrativa. O território da freguesia criada em 2013 divide-se em duas partes de extensão muito diferente: um núcleo principal (concentrando cerca de 85% do território da freguesia), onde se situa a totalidade do território das antigas freguesias de Lobão, Gião e Guisande e a parte oeste da antiga freguesia de Louredo, e um exclave a este, onde se situa a aldeia de Parada, separado do resto da freguesia pelo núcleo principal da União das Freguesias de Canedo, Vale e Vila Maior.

Antigas freguesias que deram origem à União das Freguesias de Lobão, Gião, Louredo e Guisande.

## História
Foi criada aquando da reorganização administrativa de 2012/2013, resultando da agregação das antigas freguesias de Lobão, Gião, Louredo e Guisande:

## Demografia
A população registada nos censos foi:
| Distribuição da População por Grupos Etários | Distribuição da População por Grupos Etários | Distribuição da População por Grupos Etários | Distribuição da População por Grupos Etários | Distribuição da População por Grupos Etários | Distribuição da População por Grupos Etários |
| -------------------------------------------- | -------------------------------------------- | -------------------------------------------- | -------------------------------------------- | -------------------------------------------- | -------------------------------------------- |
| Antes da agregação                           |                                              |                                              |                                              |                                              |                                              |
| Ano                                          | 0-14 anos                                    | 15-24 anos                                   | 25-64 anos                                   | >= 65 anos                                   | Total                                        |
| 2001                                         | 2080                                         | 1653                                         | 5524                                         | 1113                                         | 10370                                        |
| 2011                                         | 1703                                         | 1185                                         | 5579                                         | 1393                                         | 9860                                         |
| Após a agregação                             |                                              |                                              |                                              |                                              |                                              |
| Ano                                          | 0-14 anos                                    | 15-24 anos                                   | 25-64 anos                                   | >= 65 anos                                   | Total                                        |
| 2021                                         | 1218                                         | 1145                                         | 5300                                         | 1984                                         | 9647                                         |